# Vito (obispo misionero de Lituania)

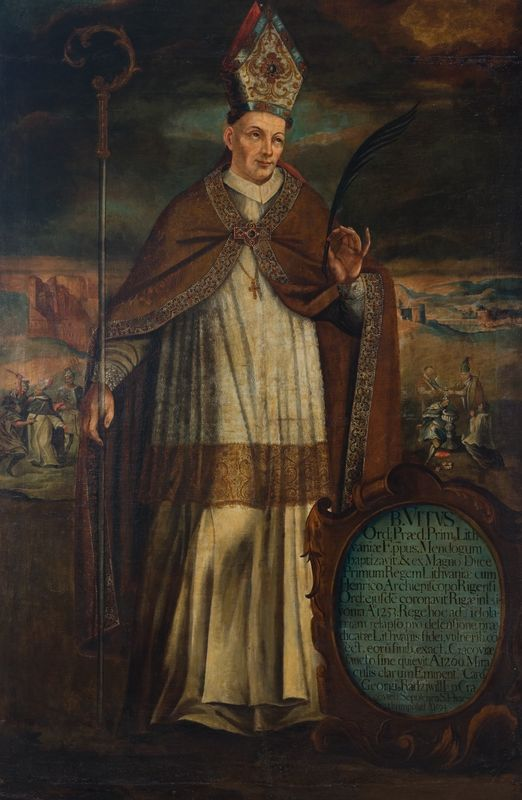
Vito primer obispo de Lituania.

Vito (siglo XIII) – fue un sacerdote católico, obispo y dominico polaco.
No se sabe nada de sus primeros años. Pertenecía a la comunidad de los dominicos. En 1253 fue nombrado el primer obispo misionero en Lituania después del bautismo de Mindaugas dos años antes. Alrededor de 1255 tuvo que renunciar a este nombramiento por ir en contra de los Caballeros Teutónicos. Después de abandonar Lituania, bajo la autoridad del papa, fue obispo sufragáneo de Breslavia alrededor de 1260, luego obispo auxiliar de Poznań al menos hasta 1263. Fue venerado como un hombre bendito.